# Roulette
Roulette er et casinospil navngivet efter et fransk ord der betyder "lille hjul". I spillet drejer en croupier et hjul i en retning og får en kugle til at spinne i den anden retning på en cirkulært skrå overflade der omgiver hjulet. Kuglen falder til sidst ned på hjulet og ned i en af de 37 (i europæisk roulette) eller 38 (i amerikansk roulette) farvede og nummerede huller i hjulet. Numrene skifter mellem lige mange sorte og røde felter, 18 af hver, samt 1 (europæisk) eller 2 (amerikansk) grønne felter, de såkaldte nuller. Den ægte amerikanske roulette med den 38. "lomme" med dobbelt-nullet findes endnu slet ikke på de hjemlige kasinoer. Det ekstra felt ville lægge beslag på ca. 1/38 af slagene og på ca. 1/38 af alt det, der blev sat på spil i område nr. 0-36. Det ville være en ekstra belastning for spillerne.
I det europæiske hjul er summen af de atten numre til højre (og til venstre) for zero netop 333. På spillestedet må man som gæst dog ikke bruge lommeregner, mobiltelefon og den slags.
Selve spillet består af deltagerne foretager et eller flere "bet". Et bet er fx "Sort", "Rød", "Ulige", "Lige", eller en sammensætning af et eller flere numre, og payoff af hvert bet udregnes separat. Lander roulettekuglen ikke i et nummer tilsvarende pågældende bet tabes indsatsen. Lander Roulettekuglen i et nummer i bettet, udbetales gevinsten 36/(antallet af numre i bettet). 
Eksempel:

Der er 18 sorte felter. 
- Vindes på bettet "sort" udbetales 36/18 = 2 (medregnet indsatsen, dvs man får tilsvarende tilbage som man bettede)
- Hvis bettet "nummer 7" vindes, udbetales 36/1 = 36 (medregnet indsatsen, dvs man får 35 udover jetonen man bettede)
- Hvis bettet "nummer 1-12" vindes, udbetales 36/12 = 3 (medregnet indsatsen, dvs man får 2 udover jetonen man bettede)

## Spillebordet
|        |        | 0  | ↔  | 00 |   |
| 1- 18  | 1st 12 | 1  | 2  | 3  | ← |
| 1- 18  | 1st 12 | 4  | 5  | 6  | ← |
| ulige  | 1st 12 | 7  | 8  | 9  | ← |
| ulige  | 1st 12 | 10 | 11 | 12 | ← |
| rød    | 2nd 12 | 13 | 14 | 15 | ← |
| rød    | 2nd 12 | 16 | 17 | 18 | ← |
| sort   | 2nd 12 | 19 | 20 | 21 | ← |
| sort   | 2nd 12 | 22 | 23 | 24 | ← |
| lige   | 3rd 12 | 25 | 26 | 27 | ← |
| lige   | 3rd 12 | 28 | 29 | 30 | ← |
| 19- 36 | 3rd 12 | 31 | 32 | 33 | ← |
| 19- 36 | 3rd 12 | 34 | 35 | 36 | ← |
|        |        | ↑  | ↑  | ↑  |   |

## Uregelmæssig fordeling
Kaster man et blik på de tre kolonner, kan man hurtigt se, at rødt og sort ikke er fordelt helt regelmæssigt der.
Farverne er heller ikke ligeligt fordelt på lige og ulige: Ti af de atten røde numre er ulige (Odd, Impair).
Tilsvarende er ti af de atten sorte numre lige (Even, Pair).

## Positiv særbehandling på de største felter?
Ved spillet med de 37 numre favoriserer reglerne i Danmark tilsyneladende spillerne på enhederne á atten numre, når zero (nullet) udkommer. Når zero udkommer, mister man kun halvdelen af det, der er placeret på de største felter. I teorien skulle man altså i det lange løb netop der ikke miste 1/37 af alt det, der blev sat på spil – men kun halvt så meget. Den åbenlyse fordel skal dog ses i forhold til det faktum, at kasinoerne med høje minimum-indsatser på større grupper af numre tvinger spillerne netop der til at sætte mere på spil.

## Limits: Minimum- og maksimumindsatser
Ved hvert enkelt spillebord er der et skilt med angivelse af limits. Grænserne kan variere fra sted til sted og fra tid til anden; men i Danmark kræver besættelse af et større areal generelt mere kapital. Typisk kan en gruppe med seks numre besættes med en jeton eller chip til en værdi af tyve kroner – mens det kan koste 100 kroner at satse på enhver større gruppe. Ved den dominerende type roulette markeres indsatserne med chips i en farve, som ikke forveksles med de andre spilleres chips.

## Typer af bets
I Roulette findes der to overordnet væddemålskombinationer. Disse to kategorier dækker over det man kalder 'inside bets' og 'outside bets'.
Inside bets:
- "Straight up bets" = indsats på ét tal
- "Split up bets" = indsats på to tal
- "Street bets" = indsats på tre tal
- "Cornor bets" = indsats på fire tal.
- "Base bets" = indsats på numrene; 1, 2 3, 0 eller 00
- "Line bets" = indsats på to rækker

Outside bets:
- "Rød/Sort" = indsats på røde eller sorte tal
- "Lige/Ulige" = indsats på lige eller ulige tal
- "1 til 18" = indsats på tallene 1 - 18
- "19 til 36" = indsats på tallene 19 - 36
- "Dozen" = indsats på tallene 1 - 12, 13 - 24 eller 25 - 36
- "Column" = indsats på en hel kolonne

## Drikkepenge
Når man ved spillebordet på et dansk kasino vinder på et enkelt nummer, smiler dealer (croupier) og kræver at få drikkepenge ("stk. til de ansatte"). Enhver erfaren gæst ved, at man så skal give, hvad der svarer til indsatsen. Dividerer man indsatsen med to, tre og fire, fremkommer et passende drikkepengeniveau ved gevinst på to, tre og fire numre.
Netop på de danske kasinoer har spillerne imidlertid mulighed for at minimere den belastning under spillet: Man skal blot spille med lidt væk fra selve spillebordet via en maskine med forbindelse til et rigtigt hjul på stedet. De hjemlige maskiner er endnu ikke indstillet til at snuppe drikkepenge.

## Spillet og tiden
Spil, som er hurtige at komme i gang med og afslutte, er generelt også de mest afhængighedsskabende. Er man i farezonen kan man f.eks. besøge hjemmesiden for Center for Ludomani.
I 1866 skrev Dostojevskij romanen Spilleren, hvis handling udspiller sig i "Roulettenburg".
For at få adgang til spillet på et rigtigt kasino i dagens Danmark skal man være fyldt 18 år. Lyset fra månen og solen lukkes ikke ind.
Før dagens første rul, spil, spin, coup, kast, slag, tegn eller fald finder man kuglen i rouletten netop ved det nummer, som svarer til dagen i måneden.
Ved spillebordene ser man de seneste serier, sekvenser og mønstre i farver på lystavler. Man ser de seneste udfald. Sådan stimulerer kasinoerne illusionen – og vel også omsætningen. Ventetid og pauser på spillestedet kan føles belastende, mens mange i trængslen satser højt og hektisk, som om de blev betalt for det. Hvis man ikke satser mere end et stk. ad gangen på ethvert udvalgt sted, praktiserer man "masse égale" eller "flat betting".

## Et par klassiske progressioner
Mange begavede begyndere fascineres af "Martingale" og drømmer om at fordoble indsatsen efter hvert tab på f.eks. rødt, indtil der kommer en træffer og giver overskud. Det ville være et sikkert system, hvis man havde penge nok og der ikke var en maksimum-indsats. 
Det stik modsatte af Martingale er Paroli: Efter en træffer på f.eks. rødt lader man indsats plus gevinst udgøre næste indsats. Paroli kræver ikke en stor kapital, men nok is i maven.
Med "progression d´Alembert" fra Oplysningstiden lægger man et stk. til indsatsen (på f.ex. rødt) efter hvert tab og trækker – om muligt – et stk. fra indsatsen efter gevinst.
- 1. eksempel. Fire tab og fire gevinster. -1 -2 -3 -4 +5 +4 +3 +2 = +4.
- 2. eksempel. Fire gevinster og fire tab. +1 +1 +1 +1 -1 -2 -3 -4 = -6.

## Balance?
På kort sigt kommer man ikke langt med forestillinger om balance i en tilfældig proces. To lige sandsynlige dele behøver ikke at optræde lige mange gange. En afvigelse på 10 ud af 100 er på 10%; men en afvigelse på 20 ud af 500 er på 4%. Med tiden og et større antal slag nærmer man sig en procentuel ligevægt. En ringe trøst for spilleren, som sidder og satser desperat på absolut ligevægt.
I teorien kan alle 37 numre optræde indenfor netop 37 slag. I praksis har ingen endnu set en sådan ligevægt. Lykkens gudinde, Fru Fortuna, synes at være tendentiøs. Mange spillere forsøger at glemme alt om ligevægt til fordel for "Tendenzspiel".
Man kan selv bedrive "spillevidenskab" og notere slagene. Det er altså tilladt at bruge kuglepen ved spillet med kuglen. Dog er en kvadreret A4-blok nok for stor på spillestedet. Lad den blive hjemme sammen med dankort og den slags. En A5-blok kan sagtens rumme de 37 numre på rad og række på den lange led. Hvis man ud for det første vindernummer skriver 1, ud for det næste vindernummer skriver 2, etc., får man et ret præcist billede af udviklingen, som senere kan analyseres i detaljer.
Foretrækker man en mindre krævende registrering, kan man på papiret efterligne 37 felter fra spillebordet og notere ethvert udkommet nummer i rette felt.

## Permanenzen(lister med vindernumre)
Man kan gratis og uforpligtende teste systemer i teorien hjemme på papiret. Lister med vindernumre ("Permanenzen") fra en rigtig roulette findes således i et arkiv hos Spielbank Wiesbaden på nettet.

## Online roulette
Efter at spillelovgivningen i Danmark blev liberaliseret i 2012 af Spillemyndigheden, kom der rigtig mange online kasinoer til Danmark. Hvilket også gjorde, at danskerne nu kunne spille online kasinospil såsom roulette. På nettet kan der spilles mange forskellige variationer af roulette såsom Amerikansk Roulette, Europæisk Roulette, Fransk Roulette og Multi Wheel Roulette. Der kan også spilles såkaldt live casino roulette med versioner såsom Immersive Roulette, Sizzling Hot Live Roulette eller Dansk Live Roulette.

## Store og særlige roulettegevinster
- Jack Cody: Pokerspilleren Jack Cody var ikke tilfreds med hans gevinst på 42.000£ i en turnering på kasinoet "Dusk Till Dawn" i Nottingham. Derfor valgte han at satse hele sin gevinst på et enkelt bet på rouletten, hvor han satsede på sort. Kuglen endte med at lande på sort, og Jack Cody kunne derfor gå fra bordet med 86.000£. [3]

- Ashley Revell: I 2010 satsede Ashley Revell alt, da han solgte alt hvad han ejede (både hus, bil og tøj). Han endte op med 76.840£ og satsede det hele på rød. Kuglen landede på rød, hvorfor at Ashley Revell kunne gå fra bordet med 153.680£. Dette skete på kasinoet The Plaza Hotel & Casino i Las Vegas. [4]